# Музей естественной истории Женевы

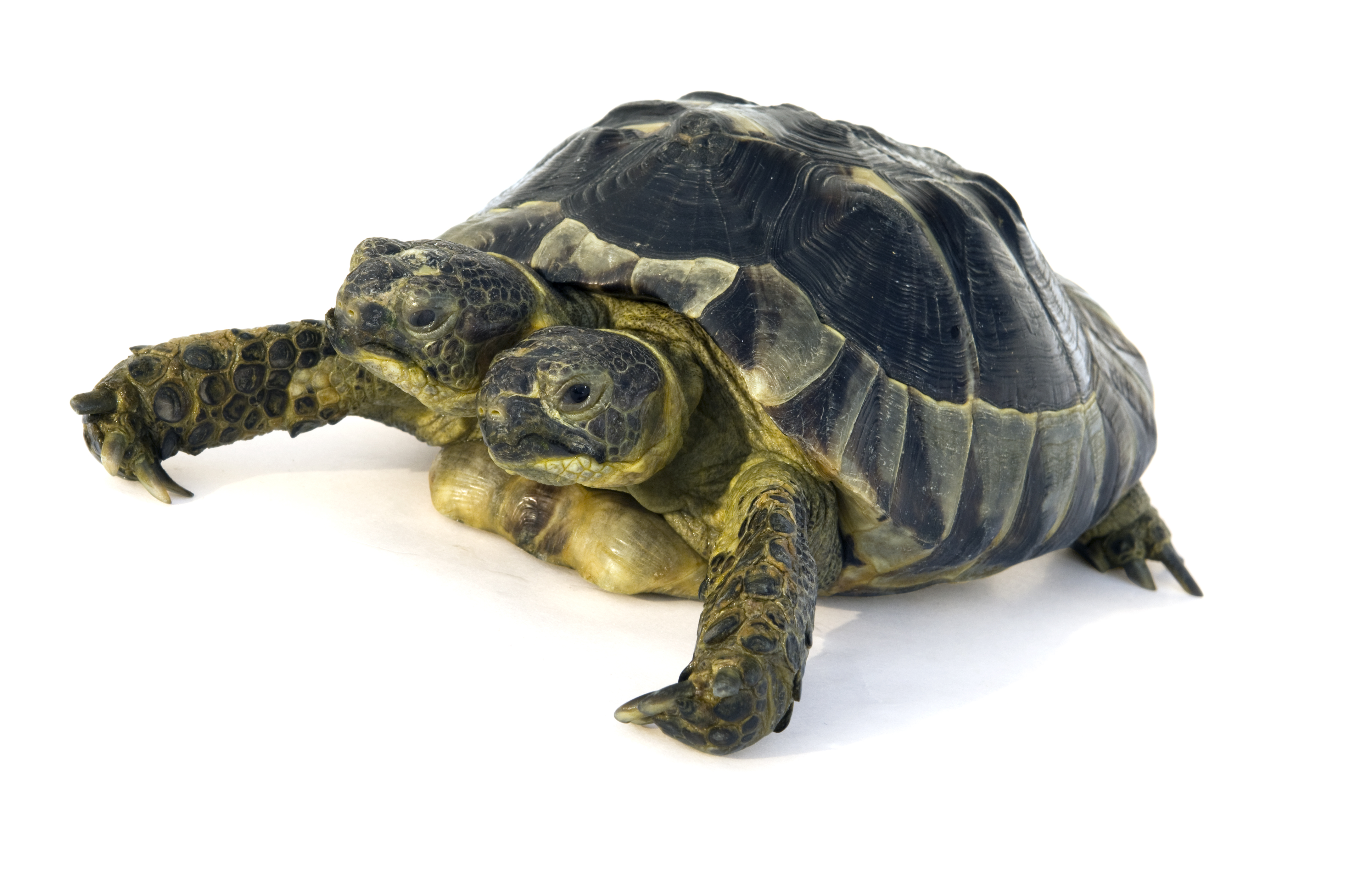
Двуглавая черепаха Янус (Testudo graeca)

Музей естественной истории Женевы (фр. Muséum d'histoire naturelle de Genève, MHNG) — крупный естественно-исторический музей, расположенный в Женеве (Швейцария).
Учреждён для научных исследований, сохранения природного и исторического наследия и распространения знаний.
Помимо научных целей и задач, музей осуществляет миссию по культурному посредничеству. Он признан культурным достоянием общегосударственного значения. Вход в него бесплатный, и в среднем его посещают 250 000 человек в год, что делает его самым посещаемым музеем в кантоне Женева. Его постоянные выставочные галереи занимают площадь 8500 квадратных метров и показывают четыре уровня: региональную фауну, дикую природу из остального мира (экзотическая фауна располагается на двух этажах), науки о Земле и истории человечества. С 1997 года демонстрируется уникальная живая двуглавая черепаха Янус (Testudo graeca), которая стала символом Женевского музея естественной истории. С 2005 года музеем проводится фестиваль документальных фильмов о науке и природе «Janus d'or» («Золотой Янус»).

## История музея
Заведение зародилось в конце восемнадцатого века (1794), и несколько раз переезжало, прежде чем получить его нынешнее здание, расположенное в парке Малагну. Это крупнейший музей естествознания в Швейцарии, в котором хранится почти половина коллекций страны. Эти научные коллекции включают в себя наследие женевских натуралистов, таких как зоолог Фатио, мирмеколог Форель, энтомолог Юрин, натуралист Неккер, палеонтолог Пикте, энтомолог Соссюр, а также коллекции других великих натуралистов, таких как французы Ламарк и Делессер. Они насчитывают почти 15 миллионов экземпляров оргнаизмов, в том числе несколько десятков тысяч типовых экземпляров (голотипов и паратипов), которые придают ему международное значение. Они постоянно пополняются полевыми исследованиями, проводимыми исследователями, работающими в учреждении, которые описывают около пятидесяти новых видов в год. Музей Женевы издает с 1893 года Швейцарский журнал зоологии Revue suisse de Zoologie (совместно с Société suisse de Zoologie) и журнал палеобиологии Revue de Paléobiologie, основанный в 1982 году.

## Фонды

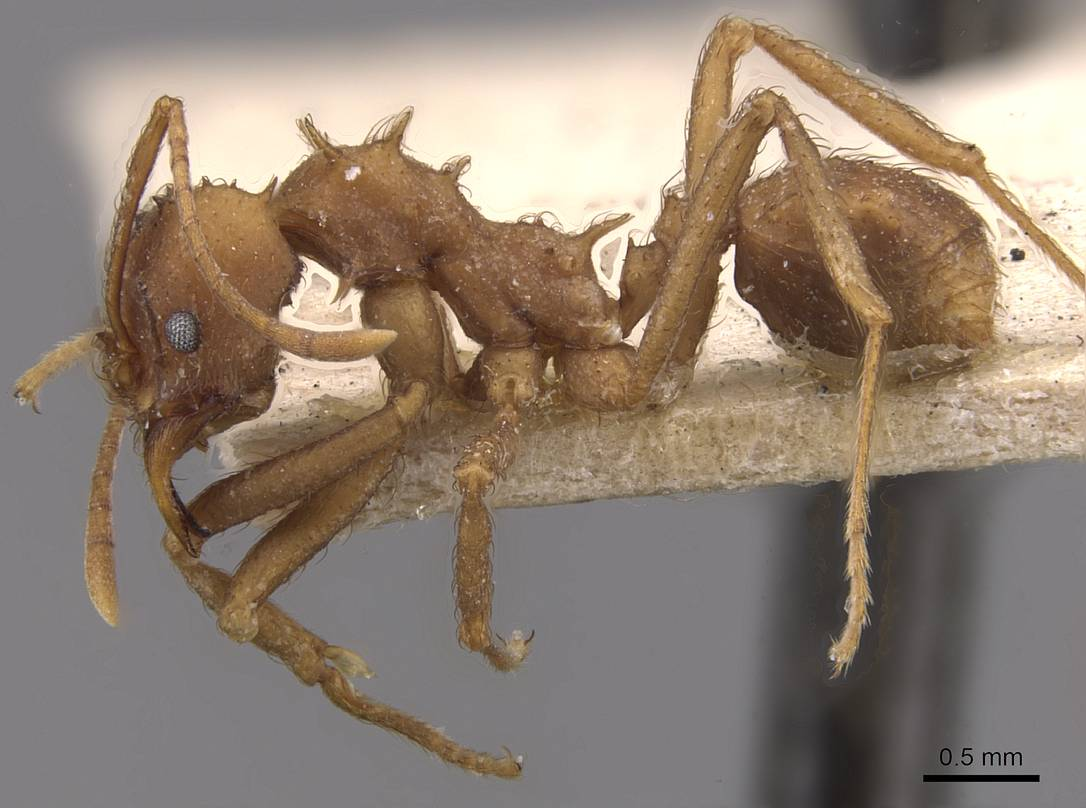
Синтип муравья-листореза Acromyrmex subterraneus (Forel, 1893), из коллекции Огюста Фореля.

Музейные фонды включают крупнейшие коллекции насекомых из отрядов Hymenoptera, Coleoptera, Lepidoptera and Hemiptera. Здесь хранятся типовые экземпляры около 3000 видов муравьёв из коллекции крупнейшего их знатока начала XX века мирмеколога и психиатра Огюста Фореля (Auguste-Henri Forel, 1848—1931).

## Экспозиции
В марте 1977 года живая колония муравьев-листорезов рода Atta с населением почти 100 000 муравьёв была представлена для всеобщего обозрения публики. При её установке предполагалось, что она проживёт три или четыре года до смерти (так как листорезов трудно держать в неволе), но одиннадцать лет спустя муравейник был жив и его с успехом демонстрировали посетителям музея. Несмотря на некоторые колебания численности населения муравнейника, в августе 1983 года она достигла 300 000 особей благодаря заботе энтомолога Клода Бесуче, а затем — 360 000 особей в мае 1984 года. В конце августа 1984 года эта муравьиная семья была передана Музею естественных наук в Лозанне, где она поддерживается куратором-энтомологом Даниэлем Чериксом. Новый гигантский муравейник муравьев-листорезов был представлен к 50-летию создания музея в 2017 году.

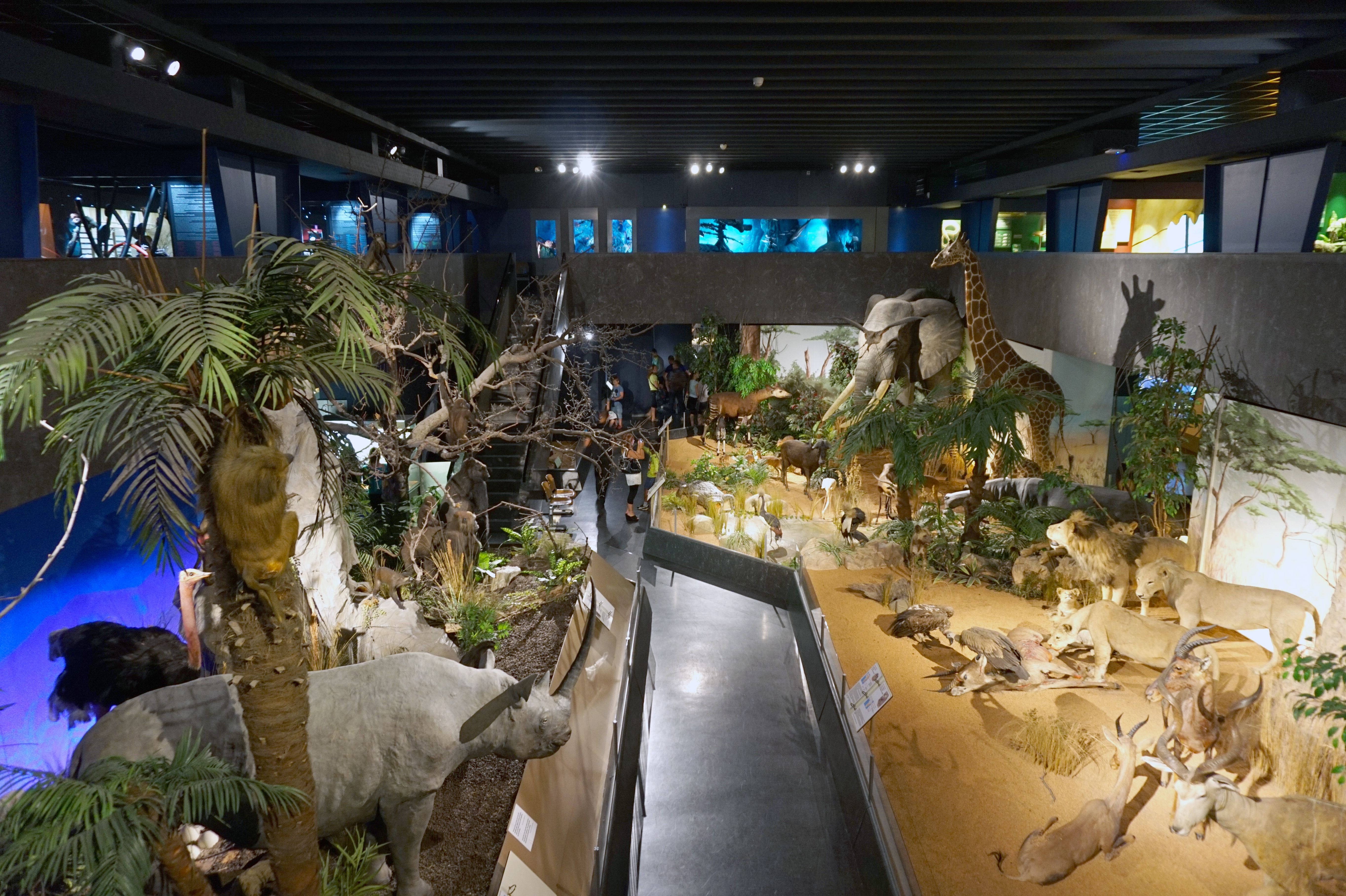
Реконструкция африканской саванны.
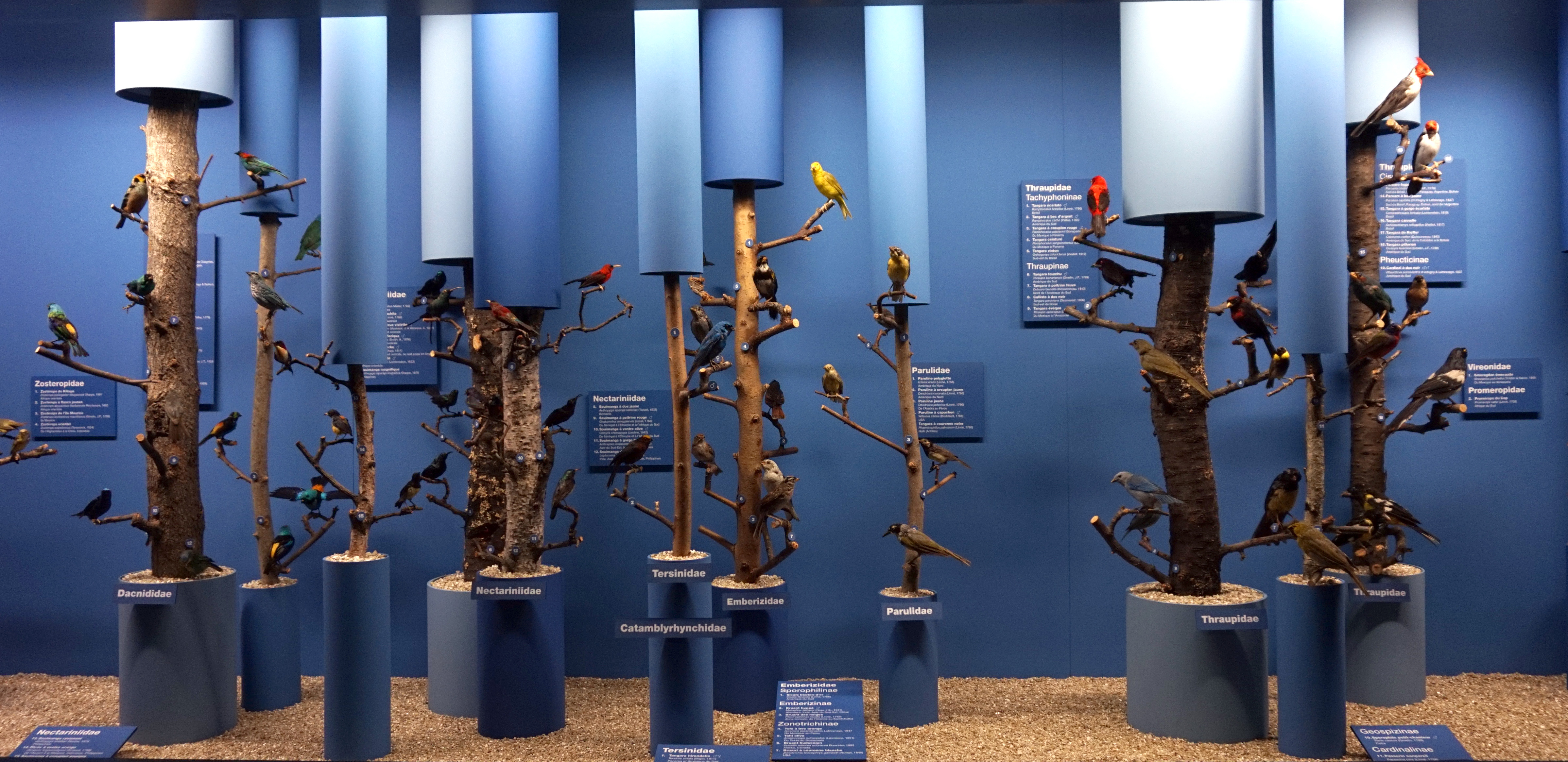
Птицы.
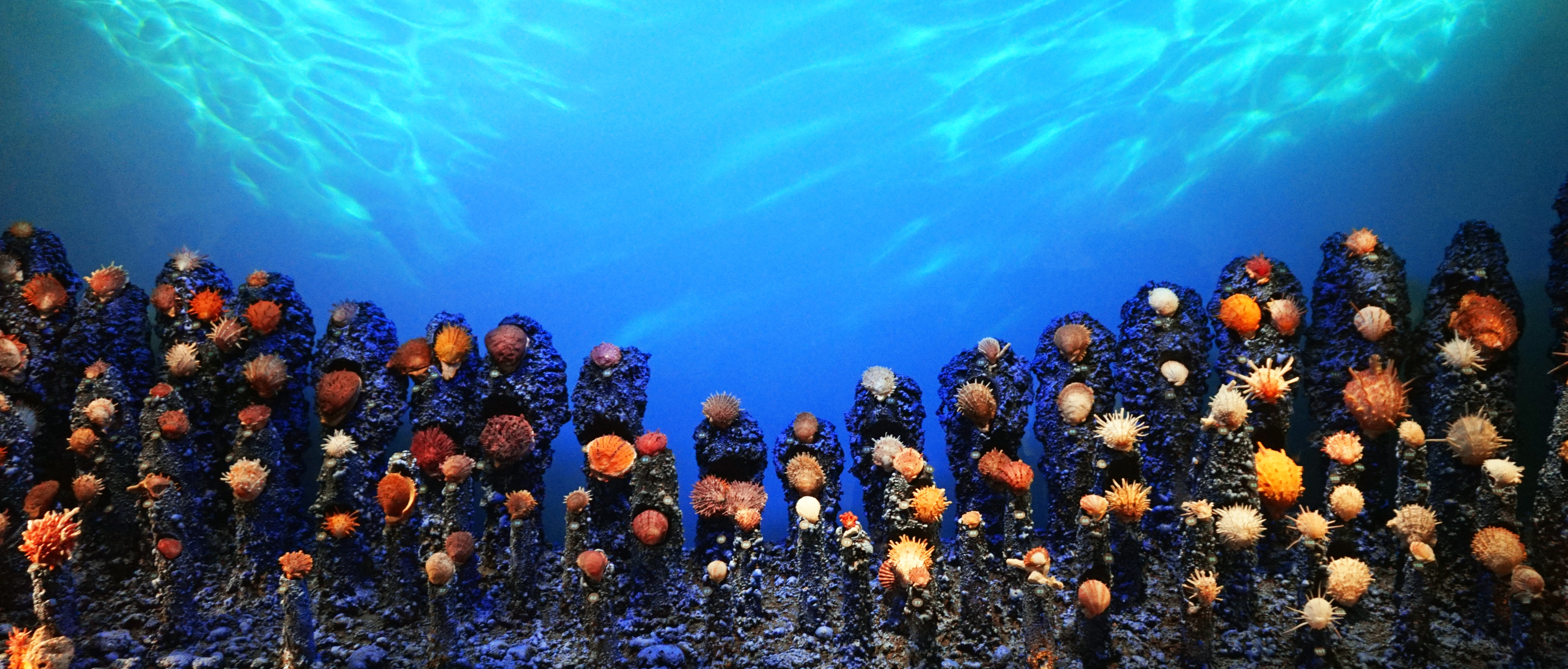
Моллюски спондилюсы.